# Цементарница 55
«Цемента́рница» (макед. ФК Цементарница 55) — македонский футбольный клуб из города Скопье, в настоящий момент выступает в Третьей лиге Македонии, третьем по силе дивизионе страны. Основан в 1955 году, домашние матчи проводит на стадионе «Цементарница», вмещающем 2 000 зрителей. Главным достижением «Цементарницы» является победа в кубке Македонии в 2003 году.

## Участие в еврокубках
- Q — квалификационный раунд,
- 1R — первый раунд,
- 2R — второй раунд.

| Сезон   | Турнир          | Раунд |          | Клуб           | Счёт     |
| ------- | --------------- | ----- | -------- | -------------- | -------- |
| 1999    | Кубок Интертото | 1R    | Грузия   | Колхети (Поти) | 4-2, 4-0 |
|         |                 | 2R    | Россия   | Ростсельмаш    | 1-1, 1-2 |
| 2002    | Кубок Интертото | 1R    | Исландия | Хабнарфьордюр  | 1-3, 2-1 |
| 2003/04 | Кубок УЕФА      | Q     | Польша   | Катовице       | 0-0, 1-1 |
|         |                 | 1R    | Франция  | Ланс           | 0-1, 0-5 |

## Достижения
- Чемпионат Македонии по футболу:
  - Бронза (1): 2002.
- Кубок Македонии по футболу:
  - Обладатель (1): 2003.
  - Финалист (1): 2002.